# Lannion (quận)
Quận Lannion là một quận của Pháp, nằm ở tỉnh Côtes-d'Armor, ở vùng Bretagne. Quận này có 7 tổng và 60 xã.

## Đơn vị hành chính

### Tổng
Các tổng của quận Lannion là: 
1. Lannion
2. Lézardrieux
3. Perros-Guirec
4. Plestin-les-Grèves
5. Plouaret
6. La Roche-Derrien
7. Tréguier

### Xã
Các xã của quận Lannion, và mã INSEE là: 
| 1. Berhet (22006)            | 2. Camlez (22028)                 | 3. Caouënnec-Lanvézéac (22030) | 4. Cavan (22034)               |
| 5. Coatascorn (22041)        | 6. Coatréven (22042)              | 7. Hengoat (22078)             | 8. Kerbors (22085)             |
| 9. Kermaria-Sulard (22090)   | 10. La Roche-Derrien (22264)      | 11. Langoat (22101)            | 12. Lanmodez (22111)           |
| 13. Lanmérin (22110)         | 14. Lannion (22113)               | 15. Lanvellec (22119)          | 16. Le Vieux-Marché (22387)    |
| 17. Loguivy-Plougras (22131) | 18. Louannec (22134)              | 19. Lézardrieux (22127)        | 20. Mantallot (22141)          |
| 21. Minihy-Tréguier (22152)  | 22. Penvénan (22166)              | 23. Perros-Guirec (22168)      | 24. Plestin-les-Grèves (22194) |
| 25. Pleubian (22195)         | 26. Pleudaniel (22196)            | 27. Pleumeur-Bodou (22198)     | 28. Pleumeur-Gautier (22199)   |
| 29. Plouaret (22207)         | 30. Ploubezre (22211)             | 31. Plougras (22217)           | 32. Plougrescant (22218)       |
| 33. Plouguiel (22221)        | 34. Ploulec'h (22224)             | 35. Ploumilliau (22226)        | 36. Plounérin (22227)          |
| 37. Plounévez-Moëdec (22228) | 38. Plouzélambre (22235)          | 39. Plufur (22238)             | 40. Pluzunet (22245)           |
| 41. Pommerit-Jaudy (22247)   | 42. Pouldouran (22253)            | 43. Prat (22254)               | 44. Quemperven (22257)         |
| 45. Rospez (22265)           | 46. Saint-Michel-en-Grève (22319) | 47. Saint-Quay-Perros (22324)  | 48. Tonquédec (22340)          |
| 49. Troguéry (22383)         | 50. Trébeurden (22343)            | 51. Trédarzec (22347)          | 52. Trédrez-Locquémeau (22349) |
| 53. Tréduder (22350)         | 54. Trégastel (22353)             | 55. Trégrom (22359)            | 56. Tréguier (22362)           |
| 57. Trélévern (22363)        | 58. Trémel (22366)                | 59. Trévou-Tréguignec (22379)  | 60. Trézény (22381)            |